# Kampung Jawa (Curup Tengah)
Kampung Jawa is een bestuurslaag in het regentschap Rejang Lebong van de provincie Bengkulu, Indonesië. Kampung Jawa telt 1622 inwoners (volkstelling 2010).